# クリミナル・ジャスティス・ビル?
クリミナル・ジャスティス・ビル？(Criminal Justice Bill?)は、イギリスのテクノ・エレクトロニカユニット、オービタルによる楽曲。1994年にリリースされたシングルAre We Here?に収録。同時期のアルバムSnivilisationには収録されていない。

## 概要
シングルAre We Here?は、同曲の変奏（リミックス）を集めたテクノ・エレクトロニカに多い構成のレコードであるが、5番目に収録されているこの曲のみが4分ちょうど無音という異色の内容となっている。しかもその「無音」は、無音に近い環境で録音機材を使って記録された「静寂」ではなく、レコード上に音声信号がいっさい刻印されていないという意味での真の「無音」である。同シングルのCD版裏面（信号刻印面）を見ると、5曲目にあたる部分の環で周囲と色調が異なり、この曲が完全なブランクであることが視覚的に確認できる。

## 背景
4分間無音という形式は現代音楽家ジョン・ケージの4分33秒を想起させるものであるが、ケージの作品が「本当に無音にはならない」という点をコンセプトとしていたのに対し、本作は情報がないという点でより厳密な無音であると言える。
曲名「クリミナル・ジャスティス・ビル」とは、法案（Bill）として提出され、のちに法制（Act）化されたイギリスのen:Criminal Justice and Public Order Act 1994のことである。これはジョン・メージャー政権の内相マイケル・ハワードによって立案されたもので、その第5部において「反復するビート（repetitive beats）」に対する規制を定めている。レイブカルチャーの高まっていた当時の同国において、これは事実上のレイブ禁止法案であり、広範な反対運動を巻き起こした。
本曲はそのような背景において発表されたものであり、レイブカルチャーの最先鋭の一角を占めていたオービタルによる、無言ならぬ無音の抗議であると言える。
なお、同様の抗議を表明したアーティストにオウテカがあり、同年リリースのアンチEPにおいて、「反復するビートを含まない」（つまり、反復しないビートを含む）ために適法であるとする楽曲Flutterを発表している。